# 李節義
李節義（1478年—？），字德周，山東東昌府茌平縣人，民籍，明朝政治人物。

## 生平
正德二年（1507年）丁卯科山東鄉試第一名，正德六年（1511年）辛未科三甲第二百三十名進士。官至陝西按察司佥事。

## 家族
曾祖父李□；祖父李宣；父親李成，曾任知縣。母劉氏。具庆下。弟節用。